# Per Johansson (Schwimmer)
Per Lennart Johansson (* 25. Januar 1963 in Borlänge) ist ein ehemaliger schwedischer Schwimmer.
Johansson nahm 1980 an den Olympischen Spielen in Moskau teil und sicherte sich die Bronzemedaille über 100 m Freistil. Bis zu den nächsten Olympischen Sommerspielen gewann er auf dieser Strecke Bronze bei einer WM und zwei Mal Gold bei EMs. Auch mit Staffeln über 4 × 100 m Freistil und 4 × 100 m Lagen errang der Schwede Silber- und Bronzemedaillen. Bei den Olympischen Spielen 1984 in Los Angeles gewann er Bronzemedaillen über 100 m Freistil und 4 × 100 m Freistil. Mit der Staffel über 4 × 100 m Lagen wurde er Fünfter. 1985 sicherte er sich bei der EM in Sofia mit schwedischen Staffeln über 4 × 200 m Freistil und 4 × 100 m Freistil Silber bzw. Bronze. An den Olympischen Spielen 1988 in Seoul nahm er erneut teil. Über 50 m Freistil erreichte er das Halbfinale, über 100 m Freistil und 4 × 100 m Freistil erreichte er den siebten bzw. fünften Platz.